# 동방심기루 ~ Hopeless Masquerade
《동방심기루 ~ Hopeless Masquerade》(일본어: 東方心綺楼 〜 Hopeless Masquerade.)은 상하이 앨리스 환악단과 황혼 프론티어와의 공동으로 제작한 외전 작품이다.